# Margaret Armen
Margaret Alberta Armen (n. 9 septembrie 1921, Washington, D.C., District of Columbia, SUA – d. 10 noiembrie 2003, Los Angeles, California, SUA) a fost un scenarist și autor american.

## Biografie
S-a născut ca Margaret Alberta Sampsell la Washington, D.C., fiica comandantului Thomas Lloyd Sampsell și a Florence Neilson (născută Buehler). Tatăl ei a fost chirurg dentar care servea în Corpul Dental al Marinei Statelor Unite și a crescut în Manila, Panama, Japonia, apoi a petrecut patru ani trăind în Peking, China, unde a învățat mandarina.
A absolvit cu o diplomă în literatura engleză la Universitatea din California, Berkeley, apoi a studiat scrierea creativă la Universitatea din California, Los Angeles. La 30 iunie 1945, s-a căsătorit cu Garo Armen, ofițer de marină și și-a întemeiat o familie. În timp ce își creștea fiul, a lucrat de acasă, scriind articole de ziar și povestiri, înainte de a începe definitiv o carieră în televiziune scriind western-uri, furnizând scenarii pentru Zane Grey Theatre (1960), Rebelul (1961), Lawman (1960–) 62), The Tall Man (1962), The Rifleman  (1960-63) și The Big Valley (1965-69) în anii 1960.
De asemenea, a scris povestea a două episoade din seria originală Star Trek, „Artiștii de pe Triskelion” și „Sindromul paradisiac” (ambele din 1968) și scenariul final pentru „Intelectualii norilor” (1969). Ulterior a scris două episoade din Star Trek: Seria animată („Semnalul lui Lorelei” și „Ambra cenușie”, ambele din 1973). De asemenea, Armen a co-scris (împreună cu Alfred Harris) "The Savage Syndrome" („Sindromul sălbatic”), un episod din seria anulată Star Trek: Phase II.
În timpul anilor 1970, a scris și episoade pentru serialele de detectivi ca Ironside (1973), Cannon (1975), Baretta (1977) și Barnaby Jones (1977, 1978), precum și pentru serialul științifico-fantastic The Six Million Dollar Man (1975), Land of the Lost (1974, 1975), The Bionic Woman (1978) și Jason of Star Command (1979).
La începutul anilor 1980, ea a scris episoade pentru serialele Fantasy Island (1981), Flamingo Road (1981) și Emerald Point N.A.S. (1983). Cu toate că a fost în primul rând scriitoare pentru episoade TV, ea a scris și scenariul filmului de televiziune The New Daughters of Joshua Cabe (1976) pentru seria ABC Movie of the Week. Armen a încetat să mai scrie pentru televiziune în 1983, publicând în 1984 romanul western The Hanging of Father Miguel în 1984.
Armen a fost membru al Western Writers of America din 1968  și a servit, de asemenea, în consiliul guvernator al Academiei de Televiziune timp de doi ani din 1970 și în consiliul de administrație al Writers Guild of America, West, timp de trei ani din 1975.
Armen a murit de insuficiență cardiacă în 2003 la casa ei din Woodland Hills, Los Angeles și este înmormântată la Forest Lawn Memorial Park din Hollywood Hills.

## Filmografie

### Televiziune
| An      | Serial TV                        | Ca         | Note        |
| ------- | -------------------------------- | ---------- | ----------- |
| 1960    | Dick Powell's Zane Grey Theatre  | Scenaristă | 1 episod    |
| 1960-62 | Lawman                           | Scenaristă | 4 episoade  |
| 1960-63 | The Rifleman                     | Scenaristă | 5 episoade  |
| 1961    | The Rebel                        | Scenaristă | 1 episod    |
| 1961-62 | National Velvet                  | Scenaristă | 2 episoade  |
| 1962    | The New Loretta Young Show       | Scenaristă | 1 episod    |
| 1962    | The Tall Man                     | Scenaristă | 1 episod    |
| 1963    | Ripcord                          | Scenaristă | 1 episod    |
| 1963    | The Travels Of Jaimie McPheeters | Scenaristă | 1 episod    |
| 1964    | Mr. Novak                        | Scenaristă | 1 episod    |
| 1965-69 | The Big Valley                   | Scenaristă | 10 episoade |
| 1968-69 | Star Trek                        | Scenaristă | 3 episoade  |
| 1969    | The Name of The Game             | Scenaristă | 1 episod    |
| 1969    | Marcus Welby, M.D.               | Scenaristă | 1 episod    |
| 1969-70 | The Mod Squad                    | Scenaristă | 2 episoade  |
| 1973    | Ironside                         | Scenaristă | 1 episod    |
| 1973    | Star Trek: The Animated Series   | Scenaristă | 2 episoade  |
| 1974-75 | Land Of The Lost                 | Scenaristă | 2 episoade  |
| 1975    | Cannon                           | Scenaristă | 2 episoade  |
| 1975    | The Six Million Dollar Man       | Scenaristă | 1 episod    |
| 1975    | The Wide World of Mystery        | Scenaristă | 1 episod    |
| 1976    | The New Daughters of Joshua Cabe | Scenaristă | film TV     |
| 1977    | Baretta                          | Scenaristă | 1 episod    |
| 1977-78 | Barnaby Jones                    | Scenaristă | 2 episoade  |
| 1978    | The Bionic Woman                 | Scenaristă | 1 episod    |
| 1979    | Jason of Star Command            | Scenaristă | 1 episod    |
| 1981    | Fantasy Island                   | Scenaristă | 1 episod    |
| 1981    | Flamingo Road                    | Scenaristă | 4 episoade  |
| 1983    | Emerald Point N.A.S.             | Scenaristă | 1 episod    |

## Legături externe
- Margaret Armen la Internet Movie Database
- „Writers On Writing – Episode 2 – Margaret Armen”. Vimeo. 1988.
- Gross, Edward (decembrie 1987). „Treks Into Paradise: Margaret Armen”. Starlog: 40–41, 72.
- Granshaw, Lisa (16 martie 2016). „Meet the women writers behind Star Trek: The Original Series”. Syfy Wire. Arhivat din original la 16 aprilie 2017. Accesat în 5 noiembrie 2020.